# GPA (entreprise)
Pour les articles homonymes, voir GPA.
Companhia Brasileira de Distribuição (« Compagnie brésilienne de distribution »), ou GPA (de son ancienne dénomination Grupo Pão de Açúcar, « Groupe Pain de Sucre »), est un groupe leader de la grande distribution brésilienne.
La structure du groupe comprend des supermarchés, des hypermarchés, des magasins d'électroménager, du commerce en ligne et un large réseau de distribution, dont le siège est à São Paulo. Le groupe est présent au Brésil, en Colombie, en Uruguay et en Argentine. En octobre 2023, GPA et le groupe Casino cèdent leur filiale colombienne Éxito au Salvadorien Calleja.

## Histoire
En 1948, l'immigrant portugais Valentim dos Santos Diniz (pt) ouvre une confiserie à São Paulo, qu'il nomme Pão de Açucar (« Pain de Sucre ») en mémoire du premier paysage qu'il a pu voir du Brésil lors de son arrivée en bateau (le Pain de Sucre est un piton rocheux qui domine Rio de Janeiro). En 1952, il ouvre deux succursales. En 1959, il ouvre un premier supermarché, en face de la première confiserie. En 1966, son réseau comporte 11 magasins, dont un premier hors de São Paulo, à Santos. En 1968 s'ouvrent des magasins en dehors du Brésil (Portugal, Angola, Espagne). Le groupe Casino a acheté 26 % du capital en 1999, avant de renforcer sa position à 34,3 % en 2005. En 2011, Abilio Diniz souhaite racheter la branche brésilienne du groupe Carrefour contre l'avis de Casino. Fin juin 2012, le groupe Casino indique avoir pris le contrôle du groupe brésilien. En septembre 2019, le groupe Casino déclare qu'il va céder la totalité des actions qu'il détient dans le Groupe Éxito à GPA,. En octobre 2023, GPA cède le groupe Éxito au Salavdorien Calleja. En 2024, Casino réduit sa participation à 22,5 % .

## Enseignes du groupe
- Pão de Açúcar
- Extra
- CompreBem